# Inabanga
Inabanga é um município de  terceira classe de renda municipal (d) na província Bohol, nas Filipinas. De acordo com o censo de 1 de maio  de  2020 possui uma população de 48 534 pessoas e 11 015 domicílios.